# فلاديمير أتلاسوف
فلاديمير فاسيليفيتش أتلاسوف (بالروسية: Влади́мир Васи́льевич Атла́сов) هو مستكشف روسي من قوزاق السيبيريين ولد في عقد 1660 في فيليكي أوستيوغ. أثناء حكم بطرس الأكبر. قاد حملة استكشاف في الشرق الأقصى من سيبيريا ووصل حتى شبه جزيرة كامشاتكا، ليكون أول مستكشف يصل إلى هناك. بعد عودته إلى موسكو في سنة 1701 أُجبر على قيادة رحلة أخرى. أثناء ذلك اختلف مع أتباعه ليهرب منهم، لكن أتباعه المتمردين عثروا عليه وقتلوه في يناير 1711.